# Ruedi Walter

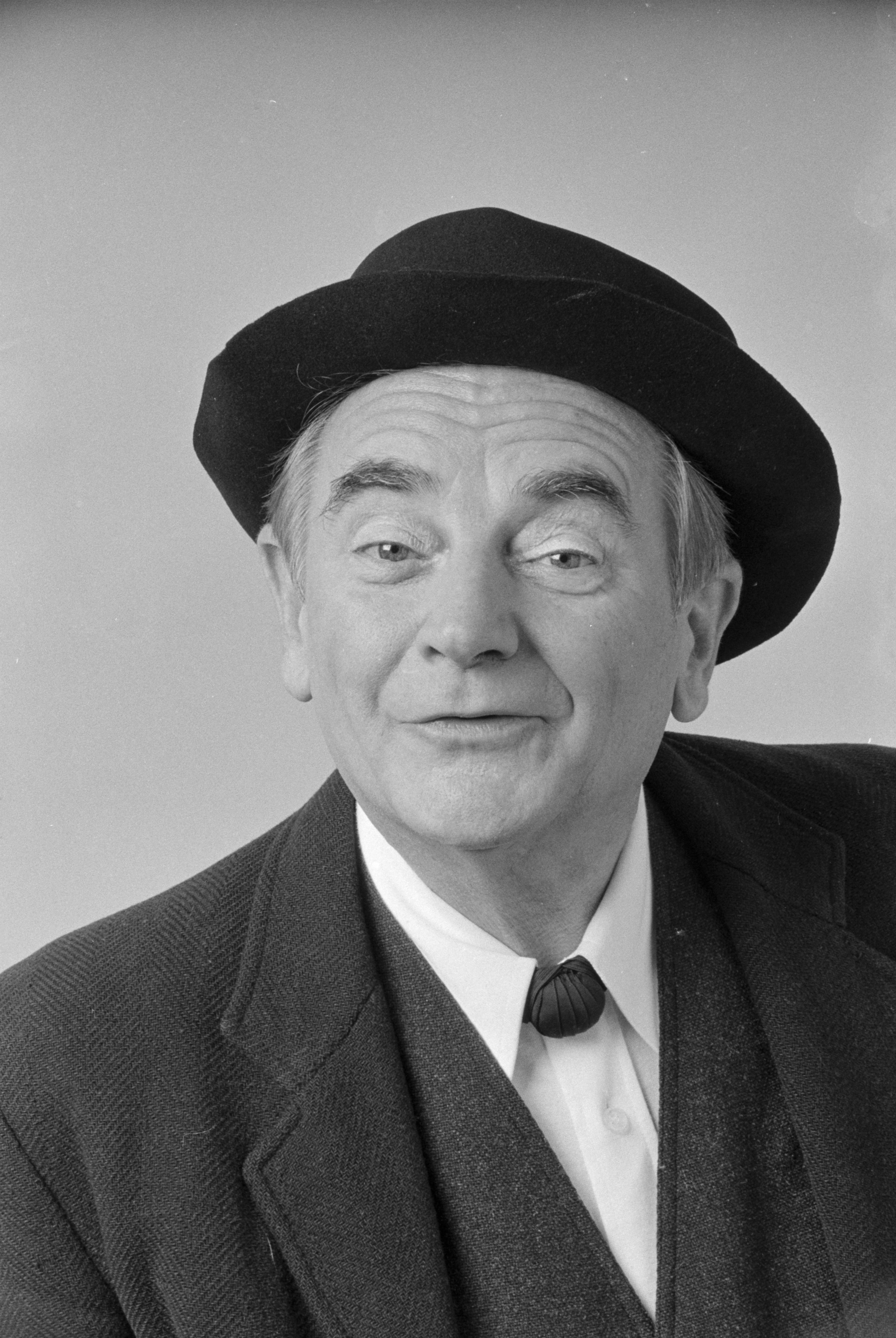
Ruedi Walter als Bäuerlein Heiri in Die kleine Niederdorfoper, Foto: Christof Sonderegger, Comet Photo, Bildarchiv der ETH Zürich, 1978

Ruedi Walter in Die kleine Niederdorfoper, 1952

Rudolf «Ruedi» Walter (eigentlich Hans Rudolf Häfeli; * 10. Dezember 1916 in Solothurn; † 16. Juni 1990 in Binningen) war ein Schweizer Schauspieler, Hörspielsprecher und Kabarettist. Neben seiner langjährigen Bühnen- und Filmpartnerin Margrit Rainer, gehörte er zusammen mit Emil Hegetschweiler, Heinrich Gretler, Alfred Rasser, Schaggi Streuli und Max Haufler zu den grossen Volksschauspielern der Schweiz. Sein schauspielerisches Talent reichte vom komödiantischen Fach bis zu ernsten Rollen.

## Leben
Der Sohn eines Vertreters absolvierte die Kantonale Handelsschule in Basel. Als Jugendlicher war er Mitglied des CVJM. Er begann eine «Praktikantenlehre» bei der Handelsfirma für Bäckereibedarf Bopp & Co., die in seinem zweiten Lehrjahr in Konkurs ging. Um nach der Rekrutenschule einer zwangsweisen Offiziersausbildung entgehen zu können, ging er an Sprachschulen in Paris und London, wo er als Volontär beim Teegrossisten Twining Crossfield arbeitete und später auf eigene Rechnung mit Tee handelte. Wegen des Ausbruchs des Zweiten Weltkriegs kehrte Walter 1939 in die Schweiz zurück, wo er Ende April 1939 in der Werbeabteilung bei Maggi in Kemptthal zu arbeiten begann und Militärdienst leistete. Danach wurde er bei Maggi Büroleiter des Basler Depots. Theater, das «Theäterle», betrieb er zunächst als Freizeitbeschäftigung.
Mit seiner sechs Jahre jüngeren Schwester Gertrud – der späteren Gertrud Kessel – nahm er Schauspielunterricht bei Eva Bernoulli und Gustav Hartung. Zudem hatte er Sprech- und Gesangsstunden bei Margit von Tolnai. Während der Kriegsjahre trat er zum ersten Mal auf die Bühne: im Basler Stadttheater, 1944 bei der Soldatenbühne Bärentatze und im Cabaret Kaktus. Nach dem Krieg schloss er sich 1948 dem Cabaret Cornichon an. Die Kleinbühne hatte aber ihre besten Zeiten bereits hinter sich; die Stücke, die er spielte, gerieten rasch in Vergessenheit. Dafür machte Walter eine Bekanntschaft, die sein weiteres Wirken prägte: Margrit Rainer, mit der er eine langjährige künstlerische Partnerschaft einging.
Nach zwei Jahren Cornichon machten sich Margrit Rainer und Ruedi Walter selbstständig, um dann während Jahrzehnten als kongeniale Bühnenpartner in unzähligen Auftritten zu brillieren. Walter und Rainer waren auch dank ihrer Radiosendungen Spalebärg 77a und Bis Ehrsams zum schwarze Kaffi in den 1950er Jahren beliebt, bei deren Ausstrahlung jeweils die halbe Deutschschweiz vor dem Radio sass. Auch als Margrit Rainer 1982 starb, spielte Walter in etlichen Schweizer Filmen und Fernsehproduktionen und auch im Schweizer Nationalzirkus Knie weiter.
Walters Hauptbetätigungsfeld blieb aber die Bühne, er verkörperte rund 500 Figuren. Er überzeugte, ob als Bäuerlein Heiri in der Kleinen Niederdorfoper oder als Estragon in Warte uf de Godot. Seinen Ruf als Volksschauspieler erwarb er sich nicht zuletzt mit seinen Rollen in den oft lokalpatriotisch angehauchten Zürcher Musicals von Werner Wollenberger, Hans Gmür, Max Rüeger, Karl Suter (Text), Hans Moeckel und Paul Burkhard (Kompositionen): Neben der Kleinen Niederdorfoper waren dies Stücke wie Eusi chlii Stadt, Golden Girl und Bibi Balu. Zum Schauspiel-Ensemble dieser Musicals gehörten neben Ruedi Walter und Margrit Rainer auch Ines Torelli, Inigo Gallo, Edi Huber, Vincenzo Biagi, Jörg Schneider, Paul Bühlmann und andere.
Er war mit der Schauspielerin Irène Camarius (Marthe Irène Liechti) verheiratet, die mit ihm in vielen Bühnenstücken auftrat und sich später vom Theater zurückzog. Das Paar hatte zwei Kinder.
Bis zu seinem Tod stand Ruedi Walter auf der Bühne und vor der Kamera, obwohl sein Augenlicht in den letzten Jahren stark nachliess. Am Schluss spielte er fast blind. Walter starb an Komplikationen einer Knie-Operation.

## Filmografie (Auswahl)

### Kinofilme
- 1949: Swiss Tour
- 1953: Zwiespalt des Herzens (Die Venus vom Tivoli)
- 1955: Polizischt Wäckerli
- 1956: In allen Gassen wohnt das Glück (Oberstadtgass)
- 1957: Taxichauffeur Bänz
- 1957: Die Angst vor der Gewalt (Der 10. Mai)
- 1957: Glück mues me ha
- 1958: Eine Rheinfahrt, die ist lustig (Zum goldenen Ochsen)
- 1958: Die Käserei in der Vehfreude
- 1959: Hinter den sieben Gleisen
- 1960: Anne Bäbi Jowäger 1. Teil
- 1960: Der Teufel hat gut lachen
- 1961: Anne Bäbi Jowäger 2. Teil
- 1961: Die Ehe des Herrn Mississippi
- 1961: Demokrat Läppli
- 1962: Der 42. Himmel
- 1964: Menschen der Berge (Geld und Geist)
- 1968: Unruhige Töchter
- 1968: Die sechs Kummerbuben
- 1968: Sommersprossen
- 1969: Das Go-Go-Girl vom Blow-Up
- 1970: Pfarrer Iseli
- 1971: Der Kapitän
- 1973: Gott schützt die Liebenden
- 1988: Klassezämekunft
- 1990: Bingo

### Fernsehserie
- 1968: Die sechs Kummerbuben (13 Folgen)
- 1973–1975: Ein Fall für Männdli (26 Folgen)
- 1979: Achtung Kunstdiebe

### Theateraufzeichnungen
- 1967: Bibi-Balù
- 1970: Guet Nacht, Frau Seeholzer!
- 1974: My Frau – der Chef
- 1976: Hurra, e Bueb!
- 1978: Die kleine Niederdorfoper
- 1979: D’Muetter wott nur s’Bescht
- 1981: Der schwarze Hecht
- 1981: Potz Millione
- 1985: Drei Männer im Schnee

## Hörspiele (Auswahl)
- 1973: Fritz Gafner: Eugen oder der Heimweg. Ein mundartliches Hörspiel – Regie: Lilo Külp (Original-Hörspiel – SWF)
- 1974: Kurt Heynicke: E Dreckfetzli Papier – Regie: Lilo Külp (Mundart-Hörspiel – SWF)
- 1974: Karl Wittlinger: Zwei Wassertröpfli – Regie: Lilo Külp (Original-Hörspiel, Mundart-Hörspiel – SWF)
- 1974: Kurt Heynicke: Tante Theklas Testament – Regie: Lilo Külp (Mundart-Hörspiel – SWF)
- 1974: Hans Stalder-Schüpach: En Iibrächer. Mundartspiel – Regie: Lilo Külp (SWF)
- 1976: Jakob Stebler: De Durisch. Ein Mundartspiel – Bearbeitung und Regie: Lilo Külp (Original-Hörspiel, Mitmachhörspiel – SWF)
- 1980: Karl Otto Mühl: Geh aus mein Herz… (Heini Schwarz) – Regie: Stephan Heilmann (Original-Hörspiel – SR DRS)
- 1980: Gert Hofmann: Der Austritt des Dichters Robert Walser aus dem Literarischen Verein (Oskar Gissinger) – Regie: Horst H. Vollmer (Original-Hörspiel – HR/RB/SDR)
- 1983: Dieter Forte: Martin Luther und Thomas Münzer oder Die Einführung der Buchhaltung (2. Teil: 2. Abend: Das Schwert Gottes) (Froben) – Regie: Hartmut Kirste (Hörspiel –SWF)
- 1983: Dieter Kühn: U-Boot-Spiel (Willi) – Regie:	Charles Benoit (Hörspiel, Mundart-Hörspiel – SR DRS)

## Auszeichnungen und Würdigung

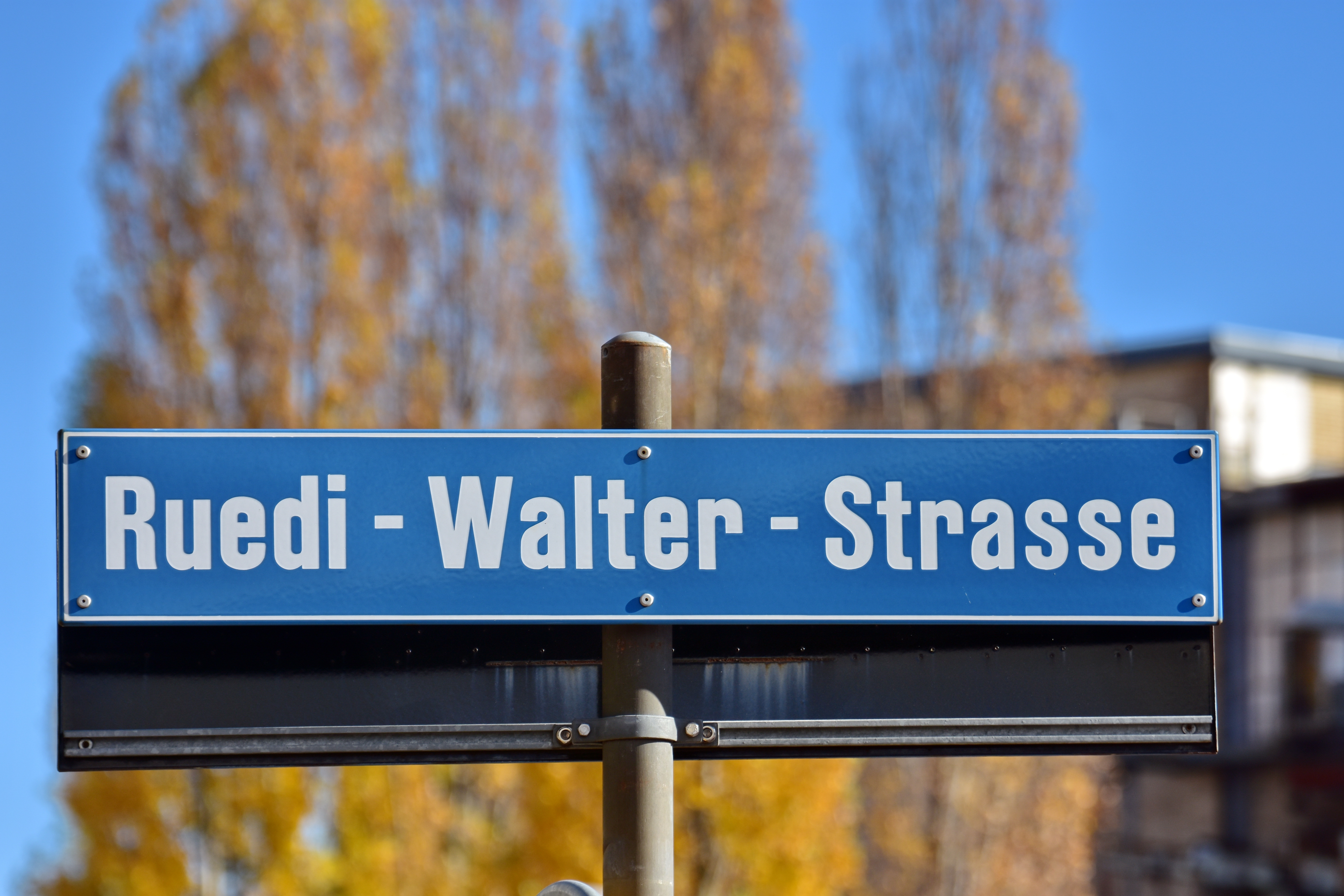
Ruedi-Walter-Strasse in Zürich-Oerlikon

- 1978: Prix Walo
- 1984: Hans Reinhart-Ring